# Saltos ornamentais no Campeonato Mundial de Esportes Aquáticos de 2023 - Plataforma 10 m sincronizado feminino

A competição de saltos ornamentais na categoria plataforma 10 m sincronizado feminino no Campeonato Mundial de Esportes Aquáticos de 2023 fora realizada nos dias 15 e 16 de julho de 2023 no Fukuoka Prefectural Pool em Fukuoka, no Japão. Ao todo, 12 Comitês Olímpicos Nacionais compostos por duplas, totalizando 24 atletas participaram do evento.

## Cronograma
Todos os horários estão na Hora Legal Japonesa (UTC+09).
| Data        | Hora  | Evento       |
| ----------- | ----- | ------------ |
| 15 de julho | 10:00 | Eliminatória |
| 16 de jukho | 18:00 | Final        |

## Formato da competição
A competição consiste em duas rodadas: eliminatória e final. A dupla com melhor pontuação na final garante a medalha de ouro. 

## Medalhistas
| Ouro                              | Prata                                                  | Bronze                                              |
| China · Chen Yuxi · Quan Hongchan | Reino Unido · Andrea Spendolini-Sirieix · Lois Toulson | Estados Unidos · Jessica Parratto · Delaney Schnell |

## Resultados
| Pos. | CON            | Saltadoras                             | Eliminatória | Eliminatória | Final  | Final |
| Pos. | CON            | Saltadoras                             | Pontos       | Pos.         | Pontos | Pos.  |
| ---- | -------------- | -------------------------------------- | ------------ | ------------ | ------ | ----- |
| 1    | China          | Chen Yuxi Quan Hongchan                | 365.40       | 1            | 369.84 | 1     |
| 2    | Reino Unido    | Andrea Spendolini-Sirieix Lois Toulson | 293.22       | 3            | 311.76 | 2     |
| 3    | Estados Unidos | Jessica Parratto Delaney Schnell       | 294.12       | 2            | 294.42 | 3     |
| 4    | México         | Gabriela Agúndez Alejandra Orozco      | 290.70       | 5            | 291.18 | 4     |
| 5    | Japão          | Matsuri Arai Minami Itahashi           | 289.32       | 6            | 284.76 | 5     |
| 6    | Alemanha       | Christina Wassen Elena Wassen          | 273.06       | 7            | 283.08 | 6     |
| 7    | Espanha        | Valeria Antolino Ana Carvajal          | 259.83       | 9            | 280.38 | 7     |
| 8    | Canadá         | Caeli McKay Kate Miller                | 292.50       | 4            | 279.93 | 8     |
| 9    | Ucrânia        | Kseniya Baylo Sofia Esman              | 268.20       | 8            | 252.60 | 9     |
| 10   | França         | Jade Gillet Emily Halifax              | 240.24       | 10           | 236.16 | 10    |
| 11   | Coreia do Sul  | Cho Eun-bi Moon Na-yun                 | 209.04       | 11           | 222.12 | 11    |
| 12   | Macau          | Lo Ka Wai Zhao Hang U                  | 183.87       | 12           | 160.38 | 12    |

## Qualificação aos Jogos Olímpicos de Verão de 2024
Este evento do Campeonato Mundial serviu como evento de qualificação direta ao programa de saltos ornamentais nos Jogos Olímpicos de 2024. As três primeiras equipes receberam vagas ao evento de trampolim sincronizado de 10 metros feminino em Paris.
| Evento qualificatório                 | CONs qualificados      |
| ------------------------------------- | ---------------------- |
| Plataforma 10 m sincronizado feminino | China (CHN)            |
| Plataforma 10 m sincronizado feminino | Grã-Bretanha (GBR)     |
| Plataforma 10 m sincronizado feminino | Estados Unidos (USA)   |
| Total                                 | 3 vagas (6 saltadoras) |